# Twisted (serie de televisión)
Twisted (estilizado como twiƨted) es una serie de televisión estadounidense de misterio transmitida por ABC Family, cuyo primer episodio se emitió el 19 de marzo de 2013. La serie se estrenó plenamente el 11 de junio de 2013.
El 30 de julio de 2013, Twisted fue elegida para una temporada completa de 19 episodios y la segunda mitad de la primera temporada comenzó a emitirse el 11 de febrero de 2014. El final de la temporada se emitió el 1 de abril de 2014.
El 13 de agosto de 2014, ABC Family anunció que la serie no sería renovada para una segunda temporada.

## Argumento
La serie se centra en Danny Desai (Avan Jogia), de dieciséis años, que regresa a su ciudad natal desde un correccional cinco años después de haber matado a su tía (con 11 años) utilizando una cuerda roja de saltar. Al tratar de reavivar la amistad que le unía con sus amigas de infancia, y encajar con sus compañeros, Danny se convierte en el principal sospechoso en el asesinato de una compañera de clases. Al darse cuenta de que la población no se preocupa por la verdad, Danny vuelve decidido a limpiar su nombre. Mientras tanto, también debe mantener un oscuro  secreto en secreto - la verdadera razón por la que mató a su tía. intentar que sus amigas vuelvan a confiar en el será su objetivo.

## Reparto

### Principales
- Avan Jogia como Danny Desai.
- Maddie Hasson como Jo Masterson.
- Kylie Bunbury como Lacey Porter.
- Karynn Moore como Regina Crane.
- Ashton Moio como Rico.
- Kimberly Quinn como Tess Masterson.
- Denise Richards como Karen Desai.
- Sam Robards como Kyle Masterson.

### Recurrentes
- TJ Ramini como Vikram Desai.
- Ivan Sergei como Jack Taylor.
- Karynn Moore como Regina Crane.
- Grey Damon como Archie Yates.
- Brittany Curran como Phoebe Daly.
- Chris Zylka como Tyler Lewis.
- Jamila Velazquez como Sarita Sanchez.
- Todd Julian como Scott Ogden.
- Christopher Cousins como Mayor John Rollins.
- Robin Givens como Judy.
- Jack Falahee como Charlie McBride.
- Jessica Tuck como Gloria Crane.
- Daya Vaidya como Sandy Palmer.
- Aaron Hill como Eddie Garrett.
- Rob Chen como el director Mark Tang.
- Ely Henry como Doug Mars.
- Cynthy Wu como Andie Dang.
- Stacy Haiduk como Marilyn Rossi.
- Brianne Howey como Whitney Taylor.
- Keiko Agena como April Tanaka.
- Kathy Najimy como la srita. Fisk

## Episodios
Los 19 episodios de la primera temporada comenzó con un vistazo furtivo el 19 de marzo de 2013, antes de su estreno oficial el 11 de junio de 2013, recibiendo 1.19 millones de espectadores y 1.61 millones de espectadores, respectivamente. El final de mitad de temporada se emitió el 27 de agosto de 2013. La segunda mitad de la temporada se emitió desde el 11 de febrero de 2014 hasta el 1 de abril de 2014. Un episodio de recapitulación fue narrado por Ashton Moio titulado «Socio Studies 101» emitido el 20 de agosto de 2013, y reunió a 0.99 millones de espectadores.
| N.º | Título                               | Dirigido por  | Escrito por                     | Fecha de emisión original | Audiencia (millones) |
| --- | ------------------------------------ | ------------- | ------------------------------- | ------------------------- | -------------------- |
| 1   | «Pilot»                              | Jon Amiel     | Adam Milch                      | 19 de marzo de 2013       | 1.19                 |
| 2   | «Grief is a Five Letter Word»        | Gavin Polone  | Adam Milch                      | 18 de junio de 2013       | 1.80                 |
| 3   | «PSA de Resistance»                  | Joe Lazarov   | Andy Reaser                     | 25 de junio de 2013       | 1.36                 |
| 4   | «Sleeping with the Frenemy»          | Joshua Butler | Kay Reindl y Erin Maher         | 2 de julio de 2013        | 1.06                 |
| 5   | «The Fest and the Furi»              | Daisy Mayer   | Debra J. Fisher                 | 9 de julio de 2013        | 1.61                 |
| 6   | «Three for the Road»                 | Joe Lazarov   | David Babcock                   | 16 de julio del 16        | 1.58                 |
| 7   | «We Need to Talk About Danny»        | Chris Grismer | Brian Studler                   | 23 de julio de 2013       | 1.48                 |
| 8   | «Doc-Trauma»                         | Roger Kumble  | Andy Reaser y Phinneas Kiyomura | 30 de julio de 2013       | 1.32                 |
| 9   | «The Truth Will Out»                 | Joe Lazarov   | Erin Maher y Kay Reindl         | 9 de agosto de 2013       | 1.50                 |
| 10  | «Poison of Interest»                 | Gavin Polone  | David Babcock                   | 13 de agosto de 2013      | 1.44                 |
| 11  | «Out with the In-Crowd»              | Joe Lazarov   | Debra J. Fisher                 | 27 de agosto de 2013      | 1.62                 |
| 12  | «Dead Men Tell Big Tales»            | Gavin Polone  | Charles Pratt, Jr.              | 11 de febrero de 2014     | 1.29                 |
| 13  | «Sins of the Father»                 | Gavin Polone  | Adam Milch                      | 18 de febrero de 2014     | 1.37                 |
| 14  | «Home Is Where the Hurt Is»          | David Jackson | Stacy Rukeyser                  | 25 de febrero de 2014     | 1.12                 |
| 15  | «Danny Indemnity»                    | Chad Lowe     | Andy Reaser                     | 3 de abril de 2014        | 1.10                 |
| 16  | «The Son Also Falls»                 | Teri Hatcher  | Ariana Jackson                  | 11 de marzo de 2014       | 1.02                 |
| 17  | «You're a Good Man, Charlie McBride» | Daisy Mayer   | Adam Milch                      | 18 de marzo de 2014       | 1.13                 |
| 18  | «Danny, Interrupted»                 | Gavin Polone  | Stacy Rukeyser                  | 25 de marzo de 2014       | 0.73                 |
| 19  | «A Tale of Two Confessions»          | Gavin Polone  | Charles Pratt, Jr.              | 13 de abril de 2014       | 0.77                 |